# Cynfarch Oer
Cynfarch "Oer" (anche Cunomorco, Cunomor e Cynfarch ap Meirchion) (tra V e VI secolo; fl. V-VI secolo) ereditò il Rheged settentrionale alla morte del padre Meirchion "Gul", sovrano del "Grande Rheged" (nelle odierne Inghilterra nord-occidentale e Scozia sud-occidentale).
Sembra aver portato avanti una politica di conquiste territoriali: attorno al 550, Senyllt ap Dingad, re del Galloway, fu scacciato e costretto a rifugiarsi nell'isola di Man da Cynfarch. A Cynfarch successe il figlio Urien. Potrebbe aver preso parte alla battaglia di Arfderydd (573).